# Internazionali d'Italia 1963
Gli Internazionali d'Italia 1963 sono stati un torneo di tennis giocato sulla terra rossa. È stata la 20ª edizione degli Internazionali d'Italia. Sia il torneo maschile sia quello femminile si sono giocati al Foro Italico di Roma in Italia.

## Campioni

### Singolare maschile
Martin Mulligan ha battuto in finale  Boro Jovanović con il punteggio di 6–2, 4–6, 6–3, 8–6

### Singolare femminile
Margaret Smith  ha battuto in finale  Lesley Turner con il punteggio di 6–3, 6–4

### Doppio maschile
Bob Hewitt /  Fred Stolle  hanno battuto in finale   Nicola Pietrangeli /  Orlando Sirola con il punteggio di 6–3, 6–3, 6–1

### Doppio femminile
Margaret Smith /  Robyn Ebbern  hanno battuto in finale  Silvana Lazzarino / Lea Pericoli  6–2, 6–3

### Doppio misto
Interrotto ai quarti di finale